# ژرژ روئو
ژرژ آنری روئو (به فرانسوی: Georges Henri Rouault) زادهٔ ۲۷ مه ۱۸۷۱(میلادی)-مرگ ۱۳ فوریه ۱۹۵۸(میلادی) نقاش، گراوور ساز و طراح فرانسوی است که اغلب کارهایش منتسب به جنبش فوویسم و اکسپرسیونیسم می‌باشد.

## زندگی‌نامه
ژرژ روئو در پاریس و در خانواده‌ای فقیر به دنیا آمد. مادرش مشوق علاقه‌مندیش به هنر بود. در سال ۱۸۸۵ در سن ۱۵ سالگی او به عنوان کارآموز در کارگاه شیشه‌گری و مرمت آغاز به کار نمود و تا سال ۱۸۹۰ کار در آنجا را ادامه داد. گمان می‌رود که ریشهٔ علاقه‌مندی و به‌کارگیری خطاطی‌های عمیق او و استفاده از رنگ‌های درخشان در کارهای بالغش از تأثیرات همین دوران بوده‌است. او در طی دوران کارآموزیش در کلاس‌های شبانه هنری نیز ثبت نام نموده بود. در سال ۱۸۹۱ وارد اکول ده بوزار مدرسه رسمی هنرهای زیبای فرانسه شد و تحت آموزش گوستاو مورو هنر نقاشی را فرا گرفت او از شاگردان محبوبش بود. زمانیکه گوستاو مورو ذر سال ۱۸۹۸ فوت کرد او به عنوان متصدی موزهٔ مورو برگزیده شد.

## زندگی‌نامه هنری
کارهای اولیه روئو تحت تأثیر معلم خود گوستاو مورو و علاقه‌اش به هنر قرون وسطی بوده‌است که همواره در کارهایش نمایانگر بود. در حوالی سال ۱۹۰۲ او نقاشی‌هایی با آبرنگ و گواش می‌کشید که رنگ‌های تند اکسپرسیونیستی داشت و نام او را به عنوان نقاشی سبک فوویسم تثبیت نمود. نقاشی از کارگران و کشاورزان در آثار اولیه اش نمایانگر پایبندی‌های اخلاقی این نقاش فرانسوی است.
روئو بعد از ملاقات با آنری ماتیس، آلبر مارکه ،هنری مانگوئن و  چارلز کامون به جنبش فوویسم گرایش یافت.
از سال ۱۸۹۵ او در نمایشگاه‌های مهمی شرکت کرد از آن جمله نمایشگاه سالن پاییزی که خود از بانیان آن بود. او آثار با موضوعات مذهبی، مناظر و طبیعت بیجان‌های خود را به نمایش می‌گذاشت. در سال ۱۹۰۵ به همراه دیگر نقاشان جنبش فوویسم در نمایشگاه سالن پاییزی شرکت نمود. در این نمایشگاه آنری ماتیس به عنوان رهبر جنبش باورهای منطقی گروه را در آثارش منعکس کرده بود در حالیکه روئو با سبک غریزی وخود انگیخته تری آثارش را ارائه نموده بود.
به‌کارگیری کنتراست‌های شدید و نمود احساس گرایی در آثارش تأثیرات ونسان ون گوگ را نمایان می‌کند. همچنین شخصیت پردازی‌های عجیب او تحت تأثیر امپرسیونیسمها و اکسپرسیونیستها بود.
در سال ۱۹۰۷ روئو مجموعه نقاشهایی با موضوعات صحنه‌های دادگاه، دلقک‌ها و زنان بدکاره را کشید که با نقدهای اجتماعی روبرو شد. در این دوران او مجذوب دیدگاه اگزیستانسیالیسم ژاک ماریتن شد. او سپس خود را وقف کشیدن نقاشی‌های مذهبی کرد. طبیعت انسان همواره مورد توجه نقاشی‌های او بوده‌است. در سال ۱۹۱۰ کارهایش را در گالری Galerie Drouet به نمایش گذاشت. آثارش توسط نقاشان آلمانی که بعدها هسته‌های اصلی جنبش اکسپرسیونیستی را تشکیل دادند مورد توجه قرا گرفت. اعتقادات مذهبی او، وی را به عنوان یکی از مشتاق‌ترین نقاشان مسیحی قرن بیستم مطرح نمود. اکثر کارهای مذهبیش در مورد به صلیب کشیدن مسیح، دردها و ناله‌های زنان در پای صلیب بود که با باور رستاخیز تسلی می‌یافت.
با تشویق دلال هنریش آمبروز ولار روئو در بین سال‌های ۱۹۲۷–۱۹۱۷ به خلق مجموعه آثار تصویر سازی روی آورد یکی از مشهورترین آن Miserere می‌باشد که در سال ۱۹۲۷ آن را به اتمام رسانید و در سال ۱۹۴۸ به چاپ رسید. در اواخر سال ۱۹۲۰ روئو به نقاشی ایمپاستو علاقه‌مند شد. تکنیکی در نقاشی که در آن رنگ‌ها با لایه‌های ضخیم بکار برده می‌شود.
در این دوران او با تمرکز بر موضوعات مذهبی شخصیتهایش را با سادگی ریاضت مندانه و با رنگ‌های بسیار درخشانی که یادآور نقاشی‌های شیشه‌های منقوش قرون وسطی بود متجلی می‌نمود.
در سال ۱۹۲۹ او طراحی‌های صحنهٔ نمایش بالهٔ پسر ناخلف سرگئی دیاگیلف را انجام داد.
در سال ۱۹۳۰ او آثارش را در کشورهای خارجی از جمله در لندن ،نیویورک وشیکاگو به نمایش گذاشت.

## جوایز و تقدیرات
هنر ژرژ روئو از همان آغاز فعالیت‌های هنریش مورد تقدیر قرار گرفت به عنوان مثال در سال ۱۸۹۴ او جایزهٔ نخست Concours Chenavard''را دریافت کرد. در سال‌های ۱۹۴۵ و ۱۹۴۸ نمایشگاه‌های جامع مروری از آثارش در موزه هنرهای مدرن نیویورک و کونستهاوس زوریخ بر پا گردید.

## مرگ
ژرژ روئو در سال ۱۹۵۸ در پاریس در گذشت.